# Нурсултан (пик)
Нурсултан (до 1935 — Малоалматинский, до 1998 — пик Комсомола) — горная вершина, пик на северном склоне тянь-шаньского хребта Заилийский Алатау. Высота — 4330,9 метра над уровнем моря. С вершины горы открывается вид на крупнейший город Казахстана — Алма-Ату и наоборот — из города хорошо виден этот пик.

## История
Первое название пика было Малоалматинский, он венчал Малое Алматинское ущелье, из которого вытекала речка Малая Алматинка. Соответственно, западнее, примерно в 20 км находилось Большое Алматинское ущелье, из которого вытекала речка Большая Алматинка, и которое венчал пирамидальный Большой Алматинский пик (3681 м).
Малоалматинский пик в соответствии с меняющейся эпохой 11 июля 1935 года после 1-й комсомольской альпиниады был переименован в пик Комсомола. А в 1998 году он получил новое название — пик Нурсултан в честь первого президента Казахстана Нурсултана Назарбаева. В программе международной альпиниады "Алматы-2023" пик был назван Алматинским, хотя официальных сообщений о переименовании не было.
8 мая 2015 года Виталий Комаров и Игорь Подгурский совершили первый в истории спуск на лыжах с вершины по южному кулуару.

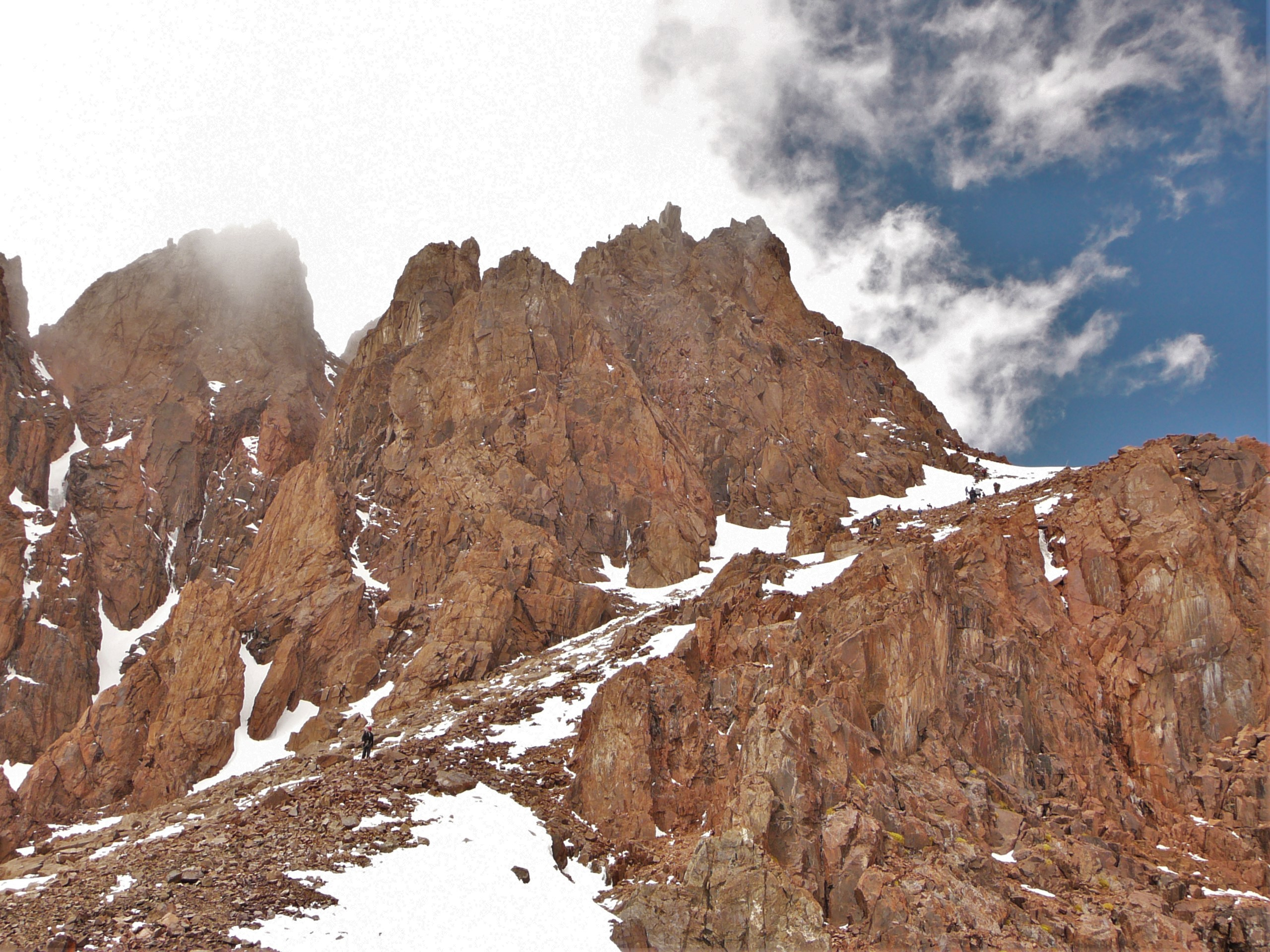
Пик Нурсултан, ранее пик Комсомола
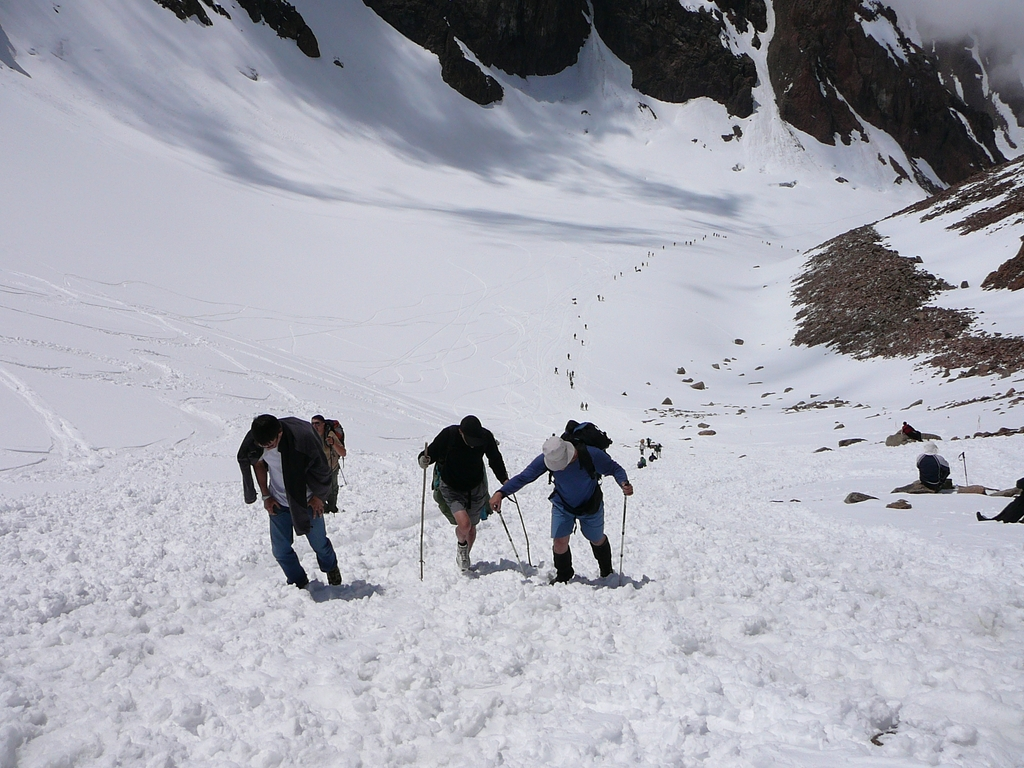
Альпиниада Нурсултан-2009
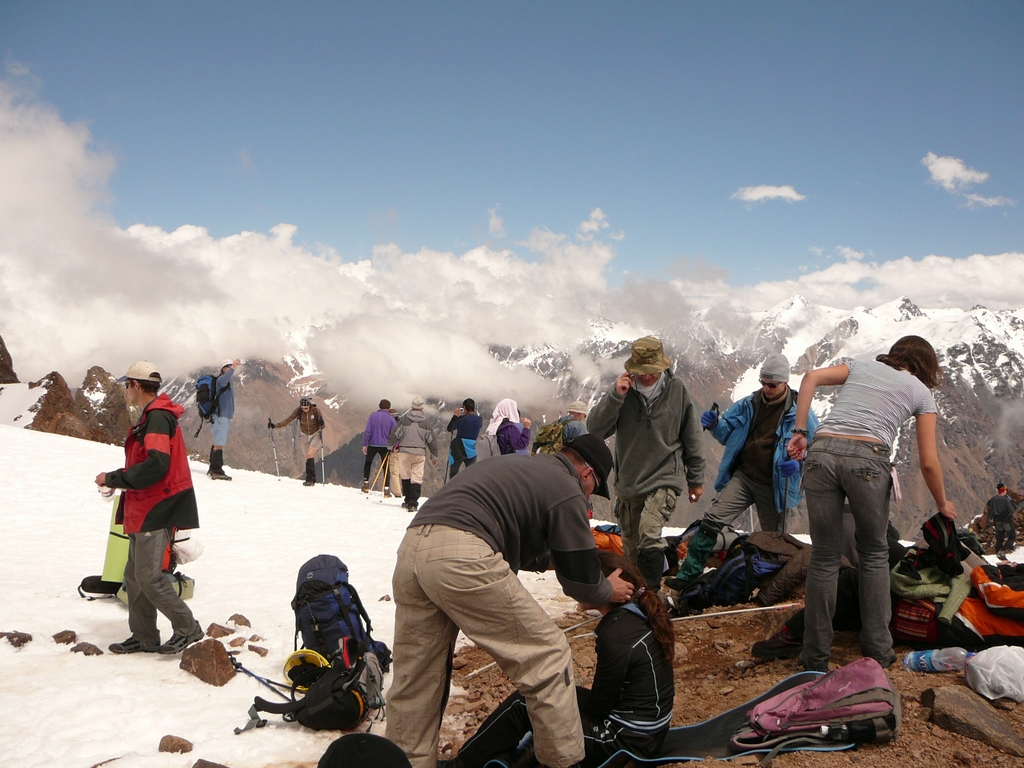
Нурсултан-2009. Перевал Карлытау
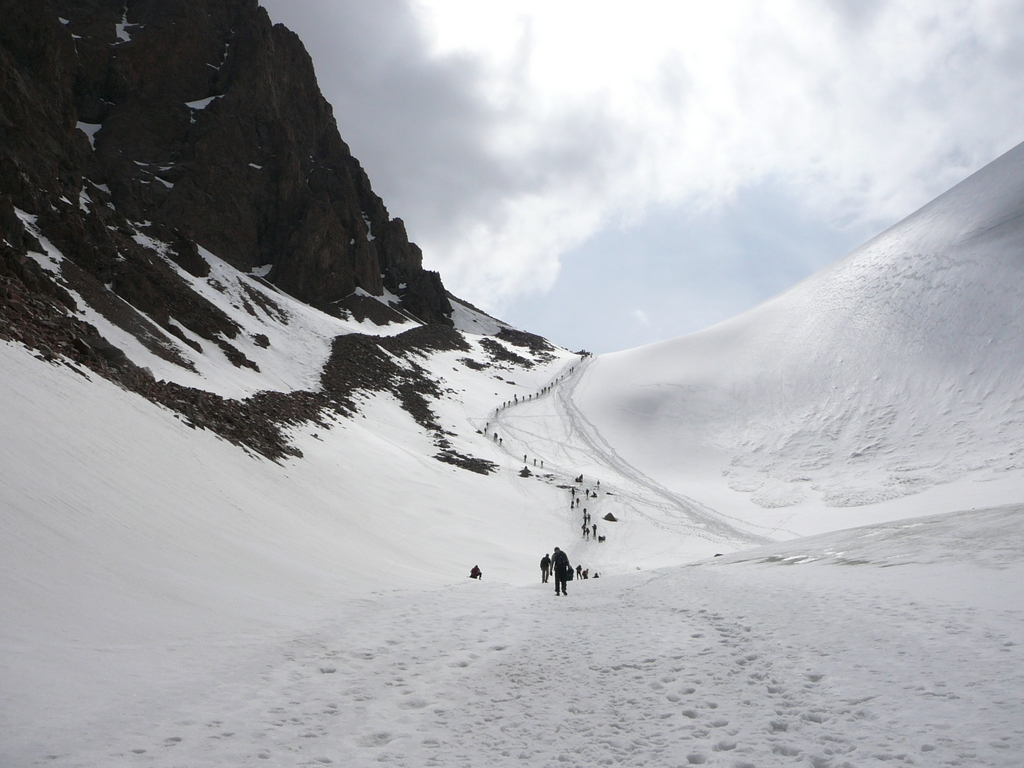
Альпиниада Нурсултан-2010
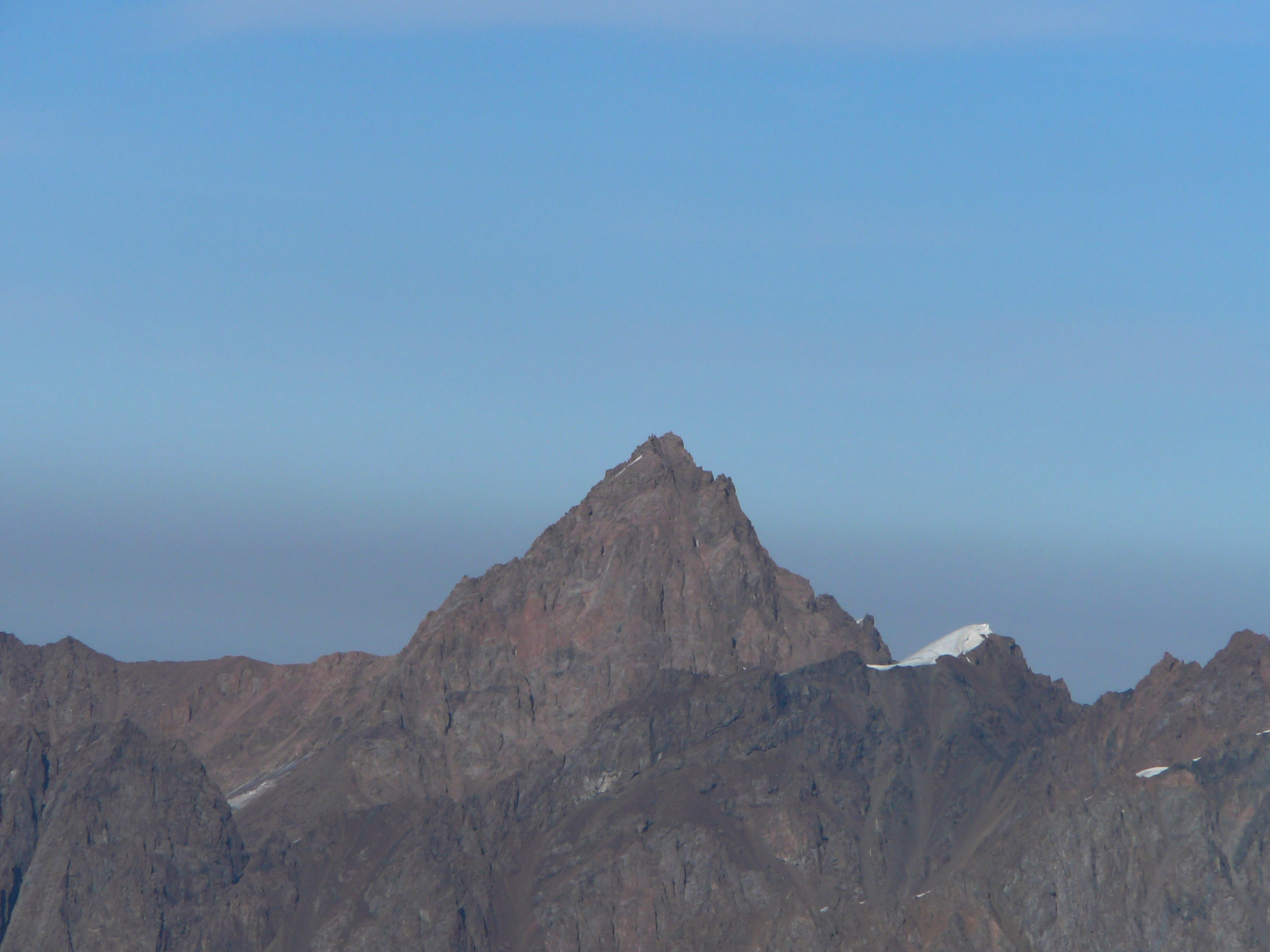
Вид на пик Нурсултан с Пика Советов